# Греде
Греде (нім. Gröde) — громада в Німеччині, розташована в землі Шлезвіг-Гольштейн. Входить до складу району Північна Фризія. Складова частина об'єднання громад Пельворм.

## Географія
Займає усі 2,52 км2 площі однойменного острова, який належить до групи Північно-Фризьких островів. Населення становить 11 ос. (станом на 31 грудня 2020).